# Heartsongs: Live from Home
Heartsongs: Live from Home är ett livealbum av Dolly Parton, släppt i september 1994. Det spelades in på en konsert i Dolly Parton-temaparken Dollywood, och innehöll både originallåtar av Dolly Parton och traditionella folkvisor. "To Daddy" är en låt skriven av Dolly Parton hon tidigare inte spelat in, även om en inspelning av Emmylou Harris 1978 tog sången till tio-i-topp på USA:s countrysingellista. "PMS Blues" blev en konsertfavorit.

## Låtlista
1. "Heartsong"
2. "I'm Thinking Tonight of My Blue Eyes"
3. "Mary of the Wild Moor"
4. "In the Pines"
5. "My Blue Tears"
6. "Applejack"
7. "Coat of Many Colors"
8. "Smoky Mountain Memories"
9. "Night Train to Memphis"
10. "What a Friend We Have in Jesus"
11. "Hold Fast to the Right"
12. "Walter Henry Hagan"
13. "Barbara Allen"
14. "Brave Little Soldier"
15. "To Daddy"
16. "True Blue"
17. "Longer Than Always"
18. "Wayfaring Stranger"
19. "My Tennessee Mountain Home"
20. "Heartsong" (Reprise)
21. "Cas Walker Theme"
22. "Black Draught Theme"
23. "PMS Blues"